# فرودگاه آتن
فرودگاه آتن (به انگلیسی: Athens-Ben Epps Airport) یک فرودگاه همگانی بهره‌برداری هوایی با کد یاتا AHN است که یک باند فرود آسفالت دارد و طول باند آن ۱۶۸۳ متر است. این فرودگاه در کشور ایالات متحده آمریکا قرار دارد و در ارتفاع ۲۴۶ متری از سطح دریا واقع شده‌است.